# Ian Crawford
Pour les articles homonymes, voir Crawford.
Ian Crawford (né en 1961 à Warrington, Cheshire) est un professeur de science planétaire et d'astrobiologie au Birkbeck College de l'Université de Londres.
Diplômé d'astrophysique en 1988, il est l'auteur de plus de 120 articles de recherche dans le domaine de l'astrophysique, l'astrobiologie et l'exploration spatiale.

## Travaux sur la colonisation spatiale
Crawford postule que la vitesse de colonisation est la suivante:
{\displaystyle {\text{Vcol}}={\frac {\text{d}}{t_{t}+t_{c}}}}
où d est la distance moyenne entre les colonies, tt est le temps pour aller d'une colonie à une autre et tc le temps nécessaire pour lancer une nouvelle colonisation.

## Publications (extrait)
- Lunar Resources: A Review, Progress in Physical Geography (Vol. 39, pp. 137–167, 2015).
- Interplanetary Federalism: Maximising the Chances of Extraterrestrial Peace, Diversity and Liberty, : The Meaning of Liberty Beyond Earth (ed. C.S. Cockell, pp. 199–218, Springer, 2015).
- Avoiding Intellectual Stagnation: The Starship as an Expander of Minds, Journal of the British Interplanetary Society, 67, 253-257, 2014)
- Lunar Exploration: Opening a Window into the History and Evolution of the Inner Solar System, Philosophical Transactions of the Royal Society (Vol. A372, Article ID 20130315, 2014).
- Back to the Moon: The Scientific Rationale for Resuming Lunar Surface Exploration,  Planetary and Space Science (Vol. 74, pp. 3–14, 2012).
- Astrobiological Benefits of Human Space Exploration, Astrobiology (Vol. 10, pp. 577–587, 2010).